# Schlacht von Seven Pines
Hampton Roads – Yorktown – Williamsburg – Elthams Landing – Drewrys Bluff – Hanover Courthouse – Seven Pines – Oak Grove – Beaver Dam Creek – Gaines’ Mill – Garnetts & Goldings Farm – Savage’s Station – White Oak Swamp – Glendale – Malvern Hill

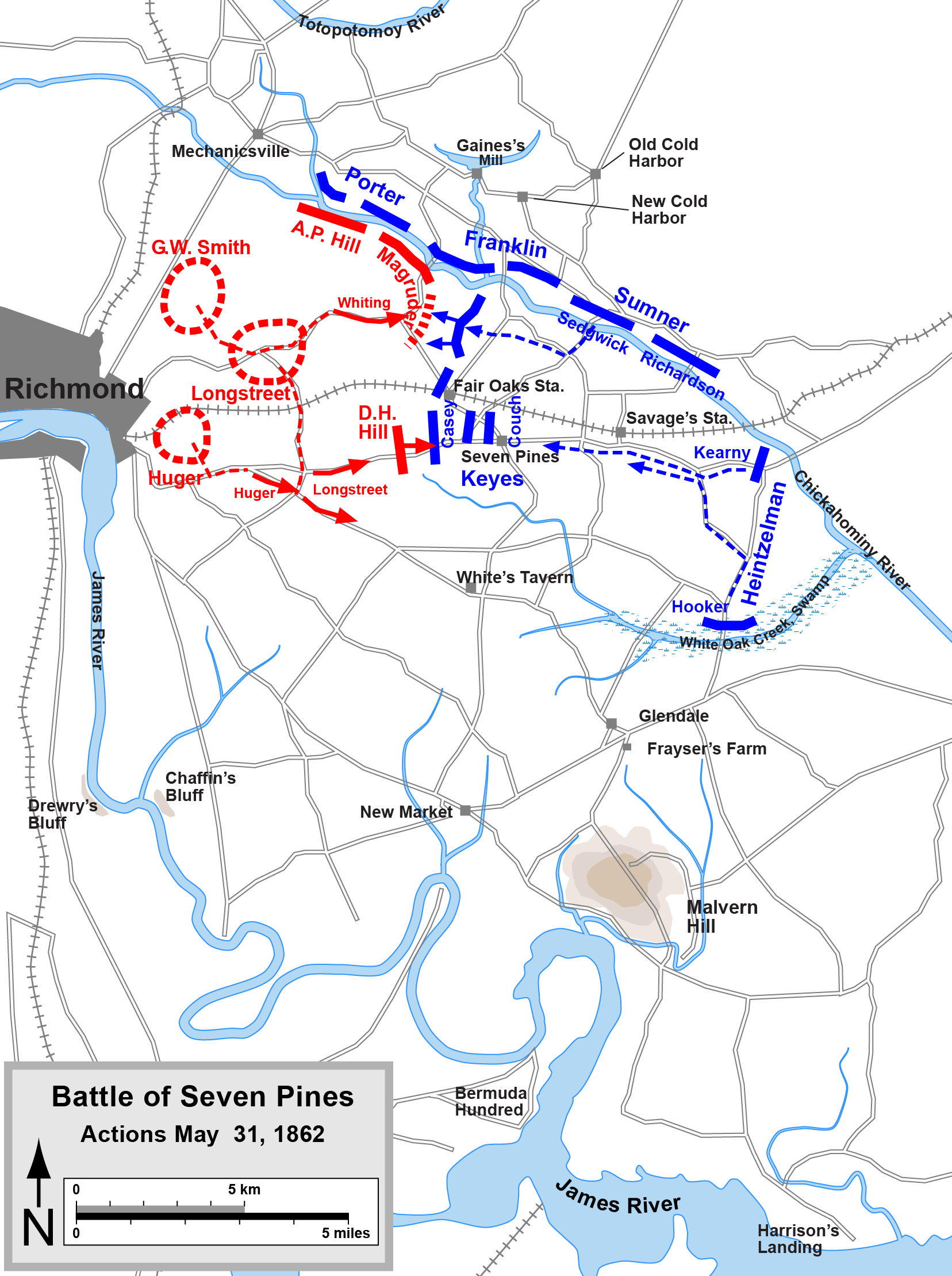
Skizze der Schlacht bei Seven Pines

Die Schlacht von Seven Pines, auch Schlacht von Fair Oaks genannt, fand am 31. Mai und am 1. Juni 1862 während des Halbinsel-Feldzugs der Union im Amerikanischen Bürgerkrieg statt. 
Am 31. Mai griff die konföderierte Nord-Virginia-Armee unter General Joseph E. Johnston das IV. Korps der Potomac-Armee an, das südlich des Chickahominy in Stellung gegangen war. Starke Regenfälle tags zuvor hatten den kleinen Fluss unpassierbar gemacht, so dass Johnston hoffte, den südlichen Flügel der gegnerischen Armee zu schlagen, bevor Verstärkung vom nördlichen Ufer kommen konnte. 
Wegen Koordinationsproblemen begann der Angriff der Konföderierten erst gegen 15:00 Uhr. Es gelang ihnen, die US-Truppen ein Stück zurückzuwerfen. Ein Gegenangriff des III. Korps und durch John Sedgwicks Division, die es geschafft hatte, den Fluss zu überqueren, stoppte den Angriff. Bei Einbruch der Dunkelheit endeten die Kämpfe unentschieden. Am nächsten Morgen wurde der Angriff erneut vorgetragen. Wegen Führungsfehlern Generalmajor James Longstreets blieb jedoch auch dieser Angriff erfolglos.
Zu den Verlusten des ersten Kampftages gehörte auch General Johnston, der schwerverwundet das Kommando an Generalmajor Gustavus Woodson Smith übergeben musste. Dieser führte die Armee aber weniger als einen Tag, da Präsident Davis General Robert E. Lee zum neuen Oberbefehlshaber der Nord-Virginia-Armee ernannte.
Lee brach die Schlacht schließlich ab, nachdem weitere Angriffe von den inzwischen verstärkten Unionstruppen abgewiesen worden waren. Er wich mit der Nord-Virginia-Armee auf die Verteidigungslinie um Richmond, Virginia aus. Lee nutzte die Zeit und reorganisierte die Armee. Gleichzeitig baute er die Verteidigung Richmonds weiter aus, was seine Gegner darin bestärkte, dass er den Spitznamen „King of Spades“ (Spatenkönig) zu Recht erhalten hatte. Am 25. Juni stellte er sich in der Schlacht am Oak Grove McClellan, den er in den folgenden Tagen während der Sieben-Tage-Schlacht jeden Tag angriff und schließlich zum Abzug von der Virginia-Halbinsel zwang. Ein Sieg über McClellan gelang ihm allerdings nur ein einziges Mal.
Die Ernennung des außerordentlich fähigen und mutigen Lees zum Oberbefehlshaber der Nord-Virginia-Armee brachte der Konföderation nicht nur die erfolgreiche Abwehr des Angriffs auf der Virginia-Halbinsel ein, sondern auch im weiteren Verlauf des Krieges strategische Möglichkeiten, die die Dauer des Krieges erheblich beeinflussten und sogar zum Sieg der Konföderation hätten führen können.